# Volby izraelského premiéra 2001
Volba izraelského premiéra se v Izraeli konala 6. února 2001 po rezignaci labouristické vlády Ehuda Baraka. Barak kandidoval za znovuzvolení proti Arielu Šaronovi z Likudu. Jednalo se o třetí a poslední přímou volbu premiéra a zároveň jedinou, která se konala odděleně od parlamentních voleb.
Volební účast byla 62,3 %, což je dosud nejnižší účast v izraelských dějinách. Nízká účast byla částečně zapříčiněna bojkotem voleb izraelskými Araby, kteří tak protestovali proti události z října 2000, kdy bylo policií zabito 12 izraelských Arabů. Dalším možným důvodem byl Šaronův obrovský náskok v předvolebních průzkumech a nedostatek nadšení Barakových stoupenců, kteří si uvědomili jeho neúspěchy (neúspěch mírových rozhovoru s palestinskými Araby z roku 2000 v Camp Davidu a skutečnost, že Barak podlehl tlaku náboženských stran a porušil tak své dřívější sliby).

## Výsledek
| Kandidát    | Strana       | Počet hlasů | %      |
| ----------- | ------------ | ----------- | ------ |
| Ariel Šaron | Likud        | 1 698 077   | 62,4 % |
| Ehud Barak  | Strana práce | 1 023 944   | 37,6 % |
| Celkem      | Celkem       | 2 722 021   | 100 %  |

Vzhledem k 2 722 021 hlasům bylo 83 917 hlasů neplatných (3 % všech hlasů).

## Po volbách
Po vítězných volbách potřeboval Šaron sestavit novou vládu. Nicméně vzhledem k tomu, že se nekonaly parlamentní volby, zůstala Strana práce i nadále největší stranou v Knesetu.
Výsledkem byla, i kvůli probíhající druhé intifádě, vláda národní jednoty tvořená osmi stranami: Strana práce, Likud, Šas, Mifleget ha-Merkaz (Strana středu), Národní náboženská strana, Sjednocený judaismus Tóry, Jisra'el be-Alija, Národní jednota a Jisra'el Bejtejnu. Jednalo se o největší vládu v izraelských dějinách s původně 26 ministry (později až 29).
Nové volby do Knesetu se konaly v roce 2003 a přesvědčivě v nich vyhrál Šaronův Likud.